# Anetra
Anetra, nombre artístico de Isaiah Padua (Las Vegas, 8 de julio de 1997), es una drag queen estadounidense que quedó como finalista en la decimoquinta temporada de RuPaul's Drag Race.

## Carrera
Anetra compitió en la decimoquinta temporada de RuPaul's Drag Race. Ganó tres retos y quedó entre los dos primeros, quedando como finalista tras Sasha Colby. Ganó el concurso de talentos. Su actuación incluyó "duck walks, movimientos de taekwondo y una feroz canción original", según Bernardo Sim, de Pride.com. La canción fue la primera que grabó Anetra. La creó después de tomar un edible. La actuación de Anetra en el concurso de talentos se convirtió en "la escena multiplataforma más vista jamás publicada en las redes sociales de RuPaul's Drag Race, con más de 13,1 millones de visitas en Instagram, TikTok, Facebook, YouTube y Twitter". Stephen Daw, de Billboard, calificó su actuación como "icónica", y Charlie Duncan, de PinkNews, dijo que la frase de la canción "walk that fucking duck" está "llamada a ser el eslogan que definirá la temporada 15". Sam Damshenas, de Gay Times, escribió: "El espectáculo de lip sync de artes marciales de Anetra ha sido aclamado como una de las mejores actuaciones en la historia de Drag Race". Michelle Konopka Alonzo, de Screen Rant, incluyó a Anetra en una lista de 15 "reinas que causaron una primera impresión increíble" en Drag Race y dijo que "rápidamente se convirtió en una de las favoritas de los fans y una sensación en Internet después del estreno". Lizzo compartió un vídeo de sí misma haciendo lip sync con la canción.
Anetra también ganó el reto Rusical en el episodio 12, interpretando a Mama Bacon en "Wigloose: The Rusical!" y el reto de cambio de imagen en el episodio 13. En un episodio con un maratón de lip sync, Anetra compitió contra Sasha Colby con "I'm in Love with a Monster" de Fifth Harmony, contra Jax y Luxx Noir London con la canción "The Right Stuff" de Vanessa Williams, y contra Jax con "Finally" de CeCe Peniston. En el episodio 11, Anetra quedó entre loss dos últimos lugares y tuvo que hacer lip sync contra Marcia Marcia Marcia con la canción "Boss Bitch" de Doja Cat. El lip sync de "Boss Bitch" se convirtió en la primera de la temporada 15 en alcanzar un millón de visitas en YouTube. Coleman Spilde, de The Daily Beast, dijo que "siempre recordaremos dónde estábamos" al describir el salto de Anetra sobre Marcia Marcia Marcia durante la batalla del dúo.
Aja y Leiomy Maldonado criticaron a Anetra por "noguing", o voguing incorrecto. Se ha enfrentado a la polémica por la falta de reconocimiento que ha dado a los orígenes culturales del voguing y el ballroom. Anetra se ha defendido, afirmando que Las Vegas carece de una escena de salón de baile, por lo que no ha tenido la oportunidad de participar en la comunidad de manera más significativa.

## Vida personal
Una semana después de que la madre de Anetra descubriera que hacía drag, lo echó de su casa, lo que la distanció bruscamente de sus hermanos. El padre de Anetra la aceptó y la acogió. Durante el confinamiento de COVID-19, Anetra y su padre estrecharon lazos viendo Drag Race, sobre todo al ver a la reina filipina Rock M. Sakura en el programa.
Padua vive en Las Vegas y es de origen filipino, alemán, japonés y puertorriqueño. es exluchador de judo de competición.

## Filmografía

### Televisión
- RuPaul's Drag Race (decimoquinta temporada, 2023)
- RuPaul's Drag Race: Untucked (2023)